# 約爾迪·克拉西
約爾迪·克拉西（荷蘭語：Jordy Clasie，發音：[ˈjɔrdi ˈklaːsi]；1991年6月27日—）是荷蘭的一位足球運動員，出生在荷蘭哈倫。在場上司職中場。自2010年開始，現效力荷甲球隊阿爾克馬爾。在途中他曾一度被外借到SBV精英足球俱樂部。他也曾代表荷蘭國家足球隊各級青年隊參加賽事，並且入選了2014年巴西世界杯荷蘭隊大名單。

## 职业俱乐部生涯

### 早期生涯
克拉西于2000年夏天以9岁的年龄进入费耶诺德足球学院（瓦肯努德），并在费耶诺德/埃克塞尔西翁U19青年队中逐渐晋升。在2010年夏天，这位出生在哈勒姆的年轻球员被租借到埃克塞尔西翁队。
克拉西于2010年8月15日为埃克塞尔西翁首次亮相，他在鹿特丹德比中首发出场，对阵费耶诺德获胜（3–2）。

### 费耶诺德

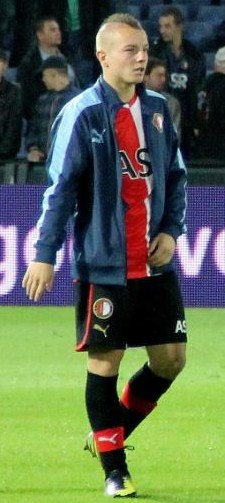
2012年费耶诺德比赛后的克拉西

克拉西在2011–12费耶诺德赛季开始时被提拔进入费耶诺德一线队，并由新任主教练罗纳德·库曼立即安排他在首发阵容中。 2011年7月31日，他在一场友谊赛中对阵马拉加CF中首次亮相费耶诺德。由于他的出色表现和坚韧精神，他很快成为支持者中最受欢迎的球员之一。
2014年8月29日，在克拉西帮助费耶诺德晋级2014–15年欧洲联赛小组赛阶段一天后，他同意将合同延长至2018年。 克拉西解释了这个决定，他渴望在球队内发展自己的球员，并与整个团队一起发展。

### 南安普敦
然而，2015年7月15日，克拉西以800万英镑左右的转会费签约南安普敦，签约五年。这意味着他将再次与将他引入费耶诺德一线队的罗纳德·库曼合作。
2016年夏天，法国人克洛德·皮埃尔接管了南安普敦的教鞭。克拉西于2016年11月30日在英格兰联赛杯对阵阿森纳的比赛中攻入了他为俱乐部打入的第一个进球，南安普敦以2-0获胜。 克拉西的创造力在南安普敦进入2017年联赛杯决赛中起了重要作用，最终南安普敦获得亚军。
他在2017年4月8日在客场对阵西布朗维奇阿尔比恩的比赛中打入自己在英超联赛的第一个进球，南安普敦以1-0获胜。

### 布鲁日俱乐部
2017年8月30日，克拉西加盟布鲁日俱乐部，租借至2017-18赛季结束。

### 费耶诺德
2018年7月25日，中场球员克拉西租借重返费耶诺德，租借至2018-19赛季结束。

### 阿尔克马尔
2019年7月22日，克拉西与阿尔克马尔签署了为期两年的合同，以自由转会离开南安普敦。

## 榮譽
飛燕諾
- 克魯伊夫盾：2018[18]

修咸頓
- 英格蘭足球聯賽盃亞軍：2016–17[19]

布魯日
- 比利時甲級聯賽A：2017–18

荷蘭
- 國際足總世界盃第三名：2014[20]

## 註腳
1. ↑   (PDF). FIFA. 11 June 2014: 25  [11 June 2014]. （原始内容存档 (PDF)于2016-03-03）.
2. 1 2  . Feyenoord.   [2015年7月15日]. （原始内容存档于2014年7月14日）.
3. ↑  . VI. 2010年8月15日  [2010年8月15日]. （原始内容存档于2013年1月12日） （荷兰语）.
4. 1 2  'Jordy Clasie tekent bij tot 2018' （页面存档备份，存于）。于2014年8月29日从www.feyenoord.nl检索。
5. ↑  . BBC Sport. 2015年7月15日  [2015年7月15日]. （原始内容存档于2015年7月29日）.
6. ↑  . BBC Sport. 2016年11月30日  [2016年12月1日]. （原始内容存档于2022年9月22日）.
7. ↑  Peter Howard. . Daily Echo. 2016-12-14  [2016-12-18]. （原始内容存档于2017-08-21）.
8. ↑  PA Sports. . Daily Mirror. 2017-02-23  [2023-08-09]. （原始内容存档于2022-10-09）.
9. ↑  Young, Alex. . Soccerway. 2017-02-16  [2017-08-22]. （原始内容存档于2023-08-10）.
10. ↑  Hughes, Ian. . BBC Sport.   [2023-08-09]. （原始内容存档于2018-06-14）.
11. ↑  . BBC Sport.   [2023-08-09]. （原始内容存档于2023-04-22）.
12. ↑  . Southampton F.C. 2017年8月30日  [2017年8月30日]. （原始内容存档于2022年10月11日）.
13. ↑  . BBC Sport. 2017年8月30日  [2017年8月30日]. （原始内容存档于2022年10月9日）.
14. ↑  . Southampton FC. 2018年7月25日  [2018年7月25日].[永久]
15. ↑  . Feyenoord. 2018年7月25日  [2018年7月25日]. （原始内容存档于2018年7月25日） （荷兰语）.
16. ↑  . AD.nl. 2019年7月22日  [2019年7月22日]. （原始内容存档于2022年10月8日） （荷兰语）.
17. ↑  . Southampton. 2019年7月22日  [2019年7月22日]. （原始内容存档于2021年2月7日）.
18. ↑  . Soccerway. 4 August 2018  [17 August 2018]. （原始内容存档于2018-12-14）.
19. ↑  . skysports.com. Sky Sports.   [23 September 2022]. （原始内容存档于2022-11-10）.
20. ↑  . FIFA. 12 July 2014  [21 August 2014]. （原始内容存档于7 July 2014）.

## 外部連結
- 約爾迪·克拉西 – FIFA國際賽競賽紀錄 (存檔)
- Feyenoord profile
- 足球数据库：Jordy Clasie的球员统计数据
- Jordy Clasie profile （页面存档备份，存于） ESPN Soccernet
- Voetbal International profile （页面存档备份，存于） （荷兰文）
- Wereld van oranje.nl Profile （荷兰文）
- Jordy Clasie （页面存档备份，存于） at OnsOranje （荷兰文）